# Étienne Louis Chastel
Pour les articles homonymes, voir Chastel.
Étienne Louis Chastel est un pasteur et historien genevois, né à Genève le 22 messidor an IX (11 juillet 1801), mort dans la même ville le 24 février 1886.

## Biographie
Étienne Chastel est le fils de François Chastel, horloger, membre du Conseil représentatif, et de Jeanne Cabantoux.
Il fait des études de théologie à Genève, entre 1819 et 1823. Il est consacré pasteur en 1823.
Il fait des séjours à Paris en 1825 et 1830, en Italie et en Angleterre, en 1830.
Il est pasteur à Genève de 1832 à 1839, puis professeur de théologie historique à l'université de Genève, entre 1839 et 1881. Il est le premier historien protestant moderne à écrire une histoire du christianisme. Il a été critiqué pour sa conception trop libérale de l'origine du christianisme.
Il est reçu Docteur honoris causa des universités de Genève et de Strasbourg, en 1879.

## Famille
Étienne Chastel s'est marié avec Clara Deonna, fille de Barthélemy Deonna, négociant et maire de Russin.

## Publications
- Conférences sur l'histoire du christianisme, t. 1, Valence, Librairie protestante et classique de Marc Aurel frères, 1839 (lire en ligne), t. 2, 1847
- Histoire de la destruction du paganisme dans l'empire d'Orient, Paris, Joël Cherbuliez libraire-éditeur, 1850 (lire en ligne)
- De l'autorité et du respect qui lui est dû, Paris, Sagnier et Bray libraires-éditeurs, 1851 (lire en ligne)
- Études historiques sur l'influence de la charité durant les premiers siècles, et considérations sur son rôle dans les sociétés modernes, Paris, Capelle libraire-éditeur, 1853 (lire en ligne)
- De la valeur de la raison humaine ou Ce que peut la raison par elle seule, Paris, J. Leroux et Jouby, 1854 (lire en ligne)
- Histoire du christianisme depuis son origine à nos jours, t. 1, Paris, G. Fischbacher éditeur, 1881 (lire en ligne),t. II, 1881,t. III, 1882,t. IV, 1882,t. V, 1883.

## Décoration
- Chevalier de la légion d'honneur, en 1880[réf. souhaitée].